# Fordell’s Lodging

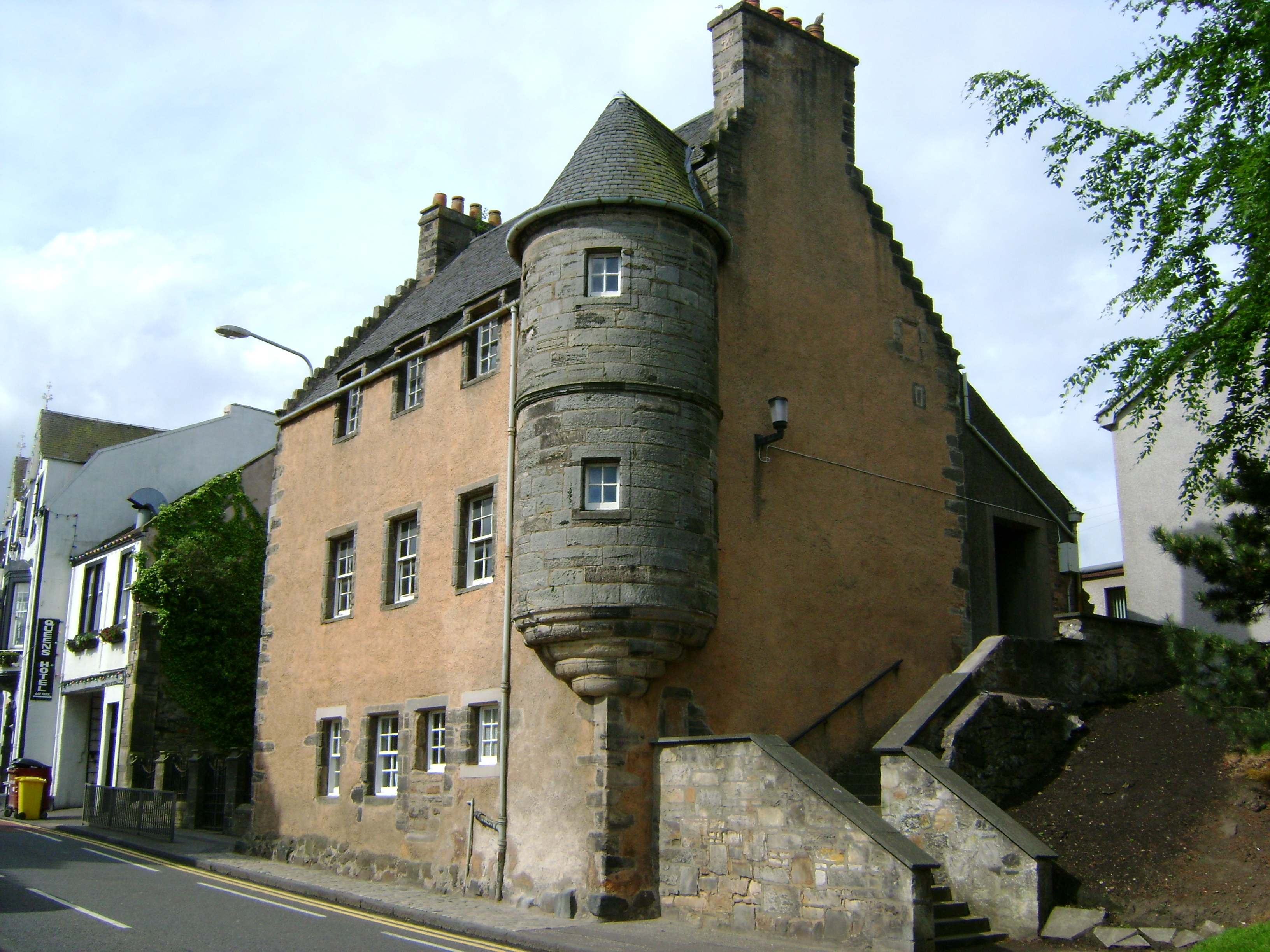
Fordell’s Lodging

Fordell’s Lodging ist ein Wohngebäude in der schottischen Ortschaft Inverkeithing in der Council Area Fife. 1972 wurde das Bauwerk als Einzeldenkmal in die schottischen Denkmallisten in der höchsten Denkmalkategorie A aufgenommen.

## Geschichte
Fordell’s Lodging wurde zwischen 1666 und 1671 als Stadthaus des wohlhabenden Kaufmanns John Henderson of Fordell erbaut, dessen Hauptsitz das Tower House Fordell Castle war. Wie auch das nahegelegene Thomson’s House gilt es als bedeutendes Beispiel für die bürgerliche Stadthausarchitektur in Inverkeithing im 17. Jahrhundert. Fordell fungierte als Provost und Sheriff von Inverkeithing. In den 1920er Jahren wurde Fordell’s Lodging zum Gemeindehaus der gegenüberliegenden Inverkeithing Parish Church umgestaltet.

## Beschreibung
Das Wohngebäude steht an der High Street im Zentrum Inverkeithings. Das Marktkreuz von Inverkeithing stand einst in der Nähe, wurde jedoch im Jahre 1974 versetzt. Das zweistöckige Gebäude mit Mansardgeschoss weist einen L-förmigen Grundriss auf. Seine Fassaden mit Natur- und Bruchsteindetails sind mit Harl verputzt. Es sind zwölfteilige Sprossenfenster eingelassen. An der straßenseitigen Kante kragt ein Erker mit Kegeldach aus. Die Treppe, die an der Nordseite zur Eingangstüre im Obergeschoss führt, stammt ebenso aus dem 20. Jahrhundert wie ein Anbau an der Rückseite. Das abschließende, steile Satteldach ist mit grauem Schiefer eingedeckt. Seine Giebel sind als schlichte Staffelgiebel gestaltet.